# Giulio Terzi di Sant'Agata
Giulio Maria Terzi di Sant'Agata of  Giulio Terzi(Bergamo, 9 juni 1946) is een voormalig minister van Buitenlandse Zaken van Italië. Hij was eerder de Italiaanse ambassadeur in de Verenigde Staten en de Permanente Vertegenwoordiger bij de Verenigde Naties, waar hij ook een tijdje de Italiaanse delegatie van de Veiligheidsraad voorzat.

## Vroegere carrière
Terzi trad in 1973 toe tot het Italiaanse Ministerie van Buitenlandse Zaken. Tijdens zijn eerste twee jaar op dat ministerie in Rome, was hij de verantwoordelijke voor het protocol tijdens buitenlandse bezoeken van Italiaanse regeringsleden. In 1975 werd hij de Eerste Secretaris voor politieke zaken bij de Italiaanse Ambassade in Parijs. Na zijn terugkeer in Rome in 1978, als Speciaal Assistent van de Secretaris-Generaal, werkte hij voor bijna vijf jaar als Economisch en Commercieel Vertegenwoordiger in Canada. Deze periode stond bekend of een zeer sterke economische groei en een goede verstandhouding en samenwerking tussen Italië en Canada. Hij was Consul-Generaal tijdens de Expo 86 in Vancouver, waar hij grote, Italiaanse projecten promootte langs de Canadese westkust.
In 1987 keerde hij terug naar Rome, waar hij eerst werkte op het Departement voor Economische Zaken. Daar focuste hij zich op uitwisseling van high-tech. Later zette hij dat werk voort als hoofd van het Departement voor Personeel en Human Resources. Zijn volgende buitenlandse opdracht was bij de NAVO in Brussel, waar hij politiek adviseur was voor de Italiaanse vertegenwoordiging bij de Noord-Atlantische Raad, onmiddellijk na de Koude Oorlog, de Duitse hereniging en de Eerste Golfoorlog.

## Latere carrière
Van 1993 tot 1998 werkte hij in New York voor de Italiaanse vertegenwoordiging bij de Verenigde Naties, als Eerste Vertegenwoordiger voor Politieke Zaken en later als Permanent Vertegenwoordiger. Tijdens deze periode, gekenmerkt door de Bosnische Burgeroorlog, de Somalische tragedie, en nog andere conflicten, was Italië niet-permanent lid van de VN Veiligheidsraad. Midden de jaren negentig, vroegen globalisatie en nieuwe uitdagingen zoals internationale veiligheid, om een grondige hervorming van de VN-instellingen. Italië was een van de leden die dat probleem naar voor bracht.
Terzi was ook Secretaris-Generaal van het Italiaanse Ministerie van Buitenlandse Zaken in Rome, Directeur-Generaal voor Politieke Zaken en Mensenrechten en Politiek Directeur. Deze verantwoordelijkheden gingen voornamelijk over internationale veiligheid en andere politieke zaken, voornamelijk bij de VN-Veiligheidsraad, de Algemene Vergadering, de VN-Mensenrechtenraad, de NAVO, de G8, de Europese Raad en de OVSE. Hij was ook adviseur voor de Minister van Buitenlandse Zaken voor internationale veiligheid, voornamelijk voor de Balkan, Midden Oosten, Afghanistan, Oost-Afrika, nucleaire ontwikkeling, terrorisme en mensenrechten.
Zijn meest recente overplaatsing was als Ambassadeur voor Italië in Israël (2002-2004), een periode gekenmerkt door de Tweede Intifada. Hij verbeterde ook de relaties tussen de Europese Unie en Israël tijdens het Italiaanse voorzitterschap van de EU (juli-december 2003) en hij probeerde ook om Israël en de Palestijnse Autoriteit te begeleiden in het vredesproces. Tot 16 november 2011 was hij Italiaans Ambassadeur in Washington D.C., de Verenigde Staten.

## Minister
Op 16 november 2011 werd hij benoemd als Minister van Buitenlandse Zaken in het Kabinet-Monti.

## Opleiding
Terzi kreeg een academische graad aan de Universiteit van Milaan, gespecialiseerd in internationaal recht.